# Cossano Canavese
Cossano Canavese är en ort och kommun i storstadsregionen Turin, innan 2015 provinsen Turin, i regionen Piemonte, Italien. Kommunen hade 500 invånare (2017).